# Baroni di Roslin
I baroni di Roslin erano baronie feudali di nobili scozzesi presso la tenuta di Roslin, detenute dal capo del clan Sinclair.
- William Sinclair, I barone di Roslin (circa 1230 - 1297) vedi pariaggio di Burke Peerage
- Henry Sinclair, II barone di Roslin (circa 1275 - 1336)
- Willam Sinclair, III barone di Roslin, (1327–1358)
- Henry Sinclair I, conte delle Orcadi, IV barone di Roslin (c.1345-c.1404)
- Henry II Sinclair, conte delle Orcadi, (circa 1375-1422)
- William Sinclair, I conte di Caithness, V barone di Roslin (1410–1484)
- William Sinclair, II conte di Caithness, VI barone di Roslin (m. 1513)
- John Sinclair, III conte di Caithness, VII barone di Roslin (m. 1529)
- William Sinclair, VIII barone di Roslin, (m. 1582)
- Edward Sinclair, IX barone di Roslin
- William Sinclair, X barone di Roslin
- William Sinclair, XI barone di Roslin
- William Saint Clair di Roslin, XII barone di Roslin